# Megalyn Echikunwoke
 (mars 2020).
Si vous disposez d'ouvrages ou d'articles de référence ou si vous connaissez des sites web de qualité traitant du thème abordé ici, merci de compléter l'article en donnant les références utiles à sa vérifiabilité et en les liant à la section « Notes et références ».
Megalyn Echikunwoke, née le 28 mai 1983 à Spokane (Washington), est une actrice américaine.

## Biographie
Megalyn Echikunwoke est métisse d'un père noir nigérian et d'une mère blanche américaine. Echikunwoke signifie « meneur d'hommes » et Megalyn est la petite-fille d'un chef tribal Igbo. Elle a grandi sur une réserve indienne de Navajo Nation à Chinle en Arizona.
Elle est connue surtout pour son rôle de médecin légiste Dr Tara Price dans la série Les Experts : Miami. Elle a aussi joué le rôle de Nicole Palmer dans la première saison de 24 heures chrono, et Angie Barnett (la petite amie de Michael Kelso) dans la septième saison de That '70s Show et Isabelle Tyler dans Les 4400.
Elle a également joué dans Comme la fille dans la famille. Au début de 2008 elle a joué avec Alessandro Nivola dans un film réalisé par Jerry Zaks Who Do You Love?.
En 2012, elle obtient un rôle récurrent dans la série House of Lies (diffusée sur Showtime). Elle y interprète le rôle d'April, la petite amie de Marty Kaan (interprété par Don Cheadle).
Dès 2015, elle prête sa voix au personnage de DC Comics Vixen dans la Websérie d'animation Vixen. En 2016, elle reprend le rôle, cette fois en chair et en os, dans Arrow. Elle est ensuite l'un des personnages principaux de Damien, série adaptée de la saga cinématographique La Malédiction.

## Filmographie
Sauf indication contraire, les informations mentionnées dans cette section peuvent être confirmées par la base de données cinématographiques IMDb,  présente dans la section « Liens externes ».

### Cinéma
- 1999 : Un cœur dans les étoiles (Funny Valentines) de Julie Dash : Lauren
- 2002 : B.S. : Shannon Cross
- 2004 : Great Lengths : Elena
- 2006 : Camjackers : Sista Strada Cast
- 2008 : Fix (en) de Tao Ruspoli : Carmen
- 2008 : Who Do You Love? (en) : Ivy Mills
- 2011 : Damsels in Distress : Rose
- 2011 : Free Hugs : Megan
- 2012 : Beautiful People : Monica
- 2013 : Die Hard : Belle journée pour mourir (A Good Day to Die Hard) de John Moore : la jolie journaliste
- 2014 : Electric Slide : Jean
- 2015 : Ma mère et moi (The Meddler) de Lorene Scafaria : Elise
- 2017 : CHiPs de Dax Shepard : Patricia Eerly
- 2018 : Step Sisters (en) : Jamilah
- 2018 : Back To School : Lisa

### Télévision

#### Séries télévisées
- 1998 : Créature (Creature) : Elizabeth
- 1998 : The Steve Harvey Show : Alison Hightower (saison 3, épisode 10)
- 2000 : Les Californiens (en) (Malibu, CA) : Randy (saison 2, épisode 26)
- 2001 : Spyder Games (en) : Cherish Pardee (53 épisodes)
- 2001 : Boston Public (saison 2, épisode 2)
- 2001-2002 : 24 heures chrono (24) : Nicole Palmer (saison 1, 6 épisodes)
- 2002 : Sheena, Reine de la Jungle (Sheena) : Janel (saison 2, épisode 12)
- 2002 : Urgences (ER) : Terry Welsh (saison 8, épisode 17)
- 2002 : For the People (en) : Claudia Gibson
- 2002 : Ce que j'aime chez toi (What I Like About You) : Karen (saison 1, épisode 6)
- 2003 : Buffy contre les vampires (Buffy the Vampire Slayer) : Vaughne (saison 7, épisode 13)
- 2003-2004 : La Famille en folie (Like Family) : Danika Ward (23 épisodes)
- 2004 : Veronica Mars : Rain/Debbie (saison 1, épisode 9)
- 2004-2005 : That '70s Show - saison 7 : Angie Barnett (8 épisodes)
- 2006 : Supernatural : Cassie Robinson (saison 1, épisode 13)
- 2006-2007 : Les 4400 (The 4400) : Isabelle Tyler (25 épisodes)
- 2008 : The Game : Cheyenne (saison 2, épisode 12)
- 2008-2009 : Les Experts : Miami (CSI: Miami) : Dr Tara Price (saison 7, 23 épisodes)
- 2009 : Raising the Bar : Justice à Manhattan (Raising the Bar) : Amelia Mkali (3 épisodes)
- 2009 : New York, unité spéciale : Nicole Gleason (saison 11, épisode 10)
- 2011-2012 : 90210 Beverly Hills : Nouvelle Génération (90210) : Holly Strickler (7 épisodes)
- 2012 : Made in Jersey : Riley Prescott (7 épisodes)
- 2012 : House of Lies : April (5 épisodes)
- 2014 : Mind Games : Megan Shane (13 épisodes)
- 2015 : The Following : Penny (4 épisodes)
- 2016 : Damien : Simone Baptiste
- 2016 : Arrow : Vixen (saison 4, épisode 15)
- 2019-2020 : Almost Family (rôle principal) : Edie Palmer

#### Séries télévisées d'animation
- 2014 : American Dad! : Angie (voix, saison 9, épisode 12)
- 2015-2016 : Vixen : Vixen (voix)
- 2018 : Freedom Fighters: The Ray : Vixen (voix)

#### Téléfilms
- 2005 : Hitched de Thomas Carter : Christina

### Jeux vidéo
- 2017 : Injustice 2 : Vixen
- 2018 : Lego DC Super-Villains : Vixen
- 2019 : Mortal Kombat 11 : Jacqui Briggs